# Eupithecia muricolor
Eupithecia muricolor là một loài bướm đêm trong họ Geometridae.